# ZB-47
El ZB-47 fue un subfusil de origen checoslovaco en calibre 9 mm y alimentado por un cargador de 32 balas. Esta arma fue diseñada para tripulantes de tanques y otros vehículos, que se ven obligados a operar en espacios estrechos, lo que requiere de un arma compacta y sin partes sobresalientes (como por ejemplo el cargador). Tenía una empuñadura con orificio para el pulgar (como en el actual FN P90) y una culata de madera o metálica retráctil o fija. El cargador del ZB-47 iba en posición horizontal, siendo asistido por un extractor pivotante que retiraba las balas. La cubierta del cargador también servía como guía para la culata metálica retráctil.